# Peter Ebenbauer
Peter Ebenbauer (* 1966) ist ein österreichischer Liturgiewissenschaftler.

## Leben
Von 1984 bis 1990 studierte er Fachtheologie an der katholisch-Theolologischen Fakultät der Universität Graz, mit einem Auslandsstudienjahr in München. Seit Oktober 2018 leitet er das Institut für Liturgiewissenschaft, Christliche Kunst und Hymnologie der Universität Graz.
Seine Wissenschaftliche Arbeitsschwerpunkte sind Liturgie und Gebet in jüdisch-christlichen Differenzierungsprozessen, Theologie der Liturgie/theologische Ästhetik, Liturgie und Musik/Hymnologie sowie Liturgie im Kontext neuer Ritualkulturen.

## Schriften (Auswahl)
- Fundamentaltheologie nach Hansjürgen Verweyen. Darstellung – Diskussion – Kritik (= Innsbrucker theologische Studien. Band 52). Tyrolia-Verlag, Innsbruck/Wien 1998, ISBN 3-7022-2180-8 (zugleich Dissertation, Graz 1997).
- Mehr als ein Gespräch. Zur Dialogik von Gebet und Offenbarung in jüdischer und christlicher Liturgie (= Studien zu Judentum und Christentum). Schöningh, Paderborn/München/Wien/Zürich 2010, ISBN 978-3-506-76872-8 (zugleich Habilitationsschrift, Bonn 2008).
- als Herausgeber mit Erich Renhart: Trinität. Die Drei-Einheit Gottes im theologischen und künstlerischen Diskurs. Dokumentation des wissenschaftlichen Symposions vom 19. bis 22. Juni 2011 in Graz (= Karl-Franzens-Universität Graz. Allgemeine wissenschaftliche Reihe. Band 28). Leykam, Graz 2012, ISBN 978-3-7011-0238-9.
- als Herausgeber mit Rainer Bucher und Bernhard Körner: Zerbrechlich und kraftvoll. Christliche Existenz 50 Jahre nach dem Zweiten Vatikanum (= Theologie im kulturellen Dialog. Band 28). Tyrolia-Verlag, Innsbruck/Wien 2014, ISBN 3-7022-3350-4.